# Chinakarahalli, Kadur
Chinakarahalli là một làng thuộc tehsil Kadur, huyện Chikmagalur, bang Karnataka, Ấn Độ.